# Musée municipal de Tossa de Mar
 (novembre 2016).
 (avril 2022).
Causes possibles :
- Rédaction non-neutre car ne respectant pas la synthèse équilibrée attendue.
- Plan structurant la page comme une brochure promotionnelle ou une plaquette institutionnelle.
- Nombreuses informations sans réelle pertinence encyclopédique et pourtant montées en épingle. Ceci peut notamment se faire en recourant à des sources primaires ou non centrées, ou encore à un « cherry picking » des sources ; dans certains cas, cette utilisation des sources peut même donner lieu à une « synthèse inédite ».

Rappel : la pertinence des informations est à démontrer par des sources secondaires indépendantes et de qualité traitant le sujet.
Le Musée Municipal de Tossa de Mar est un bâtiment de la commune de Tossa de Mar (Catalogne) déclaré bien culturel d'intérêt national. Le Musée a pour but d'exposer les œuvres réalisées par les artistes ayant séjourné à Tossa de Mar. 

## Description
Le Musée municipal de Tossa de Mar se situe dans la vieille ville. Depuis sa fondation en 1935, il occupe le bâtiment le plus prestigieux de la ville : le Palau del Batlle de Sac.

## Histoire
Pendant l'entre-deux-guerres, Tossa accueille des artistes provenant des quatre coins de l'Europe, et parmi eux, Olga Sacharoff. De 1930 à 1935, Tossa voit affluer des artistes issus de plusieurs disciplines. La plupart étaient allemands d'origine juive. Marc Chagall, André Masson, Jean Metzinger, Georges Kars, et bien d'autres font partie des artistes venus s'installer à Tossa. Se produit alors une rencontre avant-gardiste sans précédent. Cette époque a tellement été éclectique que Rafael Benet i Vancells (ca) a surnommé Tossa la «Babel des Arts». De là, certains grands hommes de la ville ont pensé qu’ils seraient intéressant de pouvoir exposer la production des artistes alors établis à Tossa. Le Palau del Batlle de Sac fut choisi etaménagé, puis, le 1er septembre 1935, on procède à l'inauguration du Musée municipal de Tossa.

## Collection

### Art
Pendant l'entre-deux-guerres, Tossa accueille des artistes provenant des quatre coins de l'Europe, et parmi eux, Olga Sacharoff. De 1930 à 1935, Tossa voit affluer des artistes issus de plusieurs disciplines. La plupart étaient allemands d'origine juive qui pressentaient déjà, après les premiers décrets antisémites, l'horreur qui allait, par la suite, frapper. Marc Chagall, André Masson, Jean Metzinger, Georges Kars, et bien d'autres font partie des artistes venus s'installer à Tossa. Se produit alors une rencontre avant-gardiste sans précédent. Cette époque a tellement été éclectique que Rafael Benet a surnommé Tossa la « Babel des Arts ».

### Œuvres remarquables
- Mar menuda : Jaume Villalonga est l'un des premiers artistes à s'être inspiré de Tossa. Il a surtout contribué à la faire connaître. Un lien familial l'unit à la ville, dont il a peint les moindres recoins. Jaume Vilallonga étudia à la Llotja de Barcelone et poursuivit sa formation à l'école des beaux-arts de San Fernando, puis à l'École officielle des beaux-arts de Madrid. Il partit ensuite à Paris en 1888, pour étudier à l'Académie Colarossi. Bien que sa génération baigne dans le modernisme, Vilallonga se tourna plutôt vers le réalisme.
- Enfant : Joan Brull est un des peintres que l'on peut qualifier de symboliste, surtout en raison de ses œuvres de nymphes et de dames d'eau. Il se forme à la Llotja. Brull peint de nombreux portraits, dont certains à l'accent symboliste avec des atmosphères éthérées et d'autres plus réalistes, comme la pièce que nous vous présentons. Un lien fort l'unit à Tossa, sa femme y étant née. Les pièces de Joan Brull font partie de la collection du Dr Ignasi Melé.
- Pique Nique, 1916 - 1918. Olga Sacharoff (Tbilissi, 1889 – Barcelone, 1967) fait partie de la première vague d'artistes étrangers venus séjourner à Tossa. Elle était accompagnée de son mari, le photographe anglais Otto Lloyd, et des peintres Albert Gleizes, Sonia Delaunay, Francis Picabia, Gabrielle Buffet, Marie Laurencin... Établis à Paris pour la plupart, ils ont fui la Première Guerre mondiale et se sont presque tous installés à Barcelone. Pendant son séjour à Tossa, Olga Sacharoff a peint une série de tableaux intitulés « Pique Nique ».
- Le violoniste céleste : En 1934, Marc Chagall tombe sous le charme du paysage de Tossa, et tout spécialement de ses nuances de bleu. La plupart de ses tableaux sont des aquarelles et des gouaches. Dans « El Violinista Celest », Chagall fait un clin d'œil à Vitebsk. On peut observer le paysage à travers une fenêtre d'un bleu vif, qui marque la limite entre l'intérieur et l'extérieur. La ville de Tossa fait ressurgir le paysage de son enfance. Le violoniste pourrait représenter son oncle, violoniste dans des célébrations juives et dont il a toujours été très proche, surtout pendant son enfance.
- Bataille d'insectes. André Masson arrive à Tossa en 1934 pour s'y installer pendant deux ans. On le voit souvent en compagnie de l'écrivain et théoricien du surréalisme Georges Bataille. Les deux hommes y rédigent plusieurs articles, publiés dans la revue surréaliste Acéphale. Masson développe un thème en lien avec la nature, comme la « Batalla d’insectes » exposée dans le musée. André Masson quitte Tossa à la suite de l'éclatement de la Guerre civile espagnole.
- L’anglaise  : Georges Kars est l'un des fondateurs du musée de Tossa. Kars, peintre tchèque d'origine juive, fait aussi partie de la vague d'artistes fuyant l'Europe. Il s'installe à Tossa, mais doit partir en 1936 lorsque la guerre civile espagnole éclate. Kars connaît une fin tragique à Genève où il est poursuivi par la Gestapo. Il avait acquis une maison à Tossa et était un membre très actif de la communauté d'artistes. Artiste coloriste au style figuratif, il y peint surtout des paysages. La figure féminine occupe une place très importante dans le reste de son œuvre.
- Bateaux échoués, 1935. Rafael Benet est l'un des principaux instigateurs de l'ambiance artistique de la ville. Sa relation avec Tossa débute en 1927. Peintre et critique d'art, Rafael Benet publie un article intitulé « Tossa, Babel des Arts » dans la revue « Art 1934 ». Il parle en détail de tous les artistes séjournant Tossa et de cette ambiance artistique qui s'y respire au début des années 1930. À Tossa, il peint les plages, les rassemblements et spécialement le Cafè d'en Biel, lieu de réunion des artistes établis à Tossa.

### Section archéologique
La Villa des Ametllers est découverte en 1914 par le Dr Ignasi Melé. Il s'agit de l'une des plus grandes villas romaines de la Tarraconaise. La villa était un établissement agricole et produisait du vin de grande consommation. Elle se divise en deux espaces distincts : la partie urbaine et la partie rurale. La partie rurale abrite la base de la presse, ainsi que les structures servant pour la plupart au stockage. La partie urbaine est somptueuse et nous donne une idée du luxe qui entourait la villa au IIe siècle ap. J.-C. On y remarque le triclinium, le petit temple, les thermes, la salle à manger d'hiver et le système sophistiqué de récupération d'eau. Tout comme la mosaïque de Vitalis, les statues trouvées dans la Villa romaine des Ametllers sont exposées dans le Musée municipal de Tossa.